# Bigsby Medal
Die Bigsby Medal ist eine Auszeichnung der Geological Society of London für Beiträge zur Geologie. Der Preis wurde 1877 von John Jeremiah Bigsby gestiftet und wird alle zwei Jahre an einen Preisträger verliehen, der nicht mehr als 25 Jahre Forschung aufzuweisen hat und damit im mittleren Karrierestadium ist.
Ursprünglich sollte der Preisträger nicht älter als 45 Jahre sein und vorzugsweise in der Geologie Amerikas arbeiten. Die Medaille wird unabhängig vom Herkunftsland verliehen.

## Preisträger
- 1877 Othniel Charles Marsh
- 1879 Edward Drinker Cope
- 1881 Charles Barrois
- 1883 Henry Hicks
- 1885 Alphonse-François Renard
- 1887 Charles Lapworth
- 1889 Jethro Justinian Harris Teall
- 1891 George Mercer Dawson
- 1893 William Johnson Sollas
- 1895 Charles Doolittle Walcott
- 1897 Clement Reid
- 1899 Edgeworth David
- 1901 George William Lamplugh
- 1903 Henri-Marc Ami
- 1905 John Walter Gregory
- 1907 Arthur William Rogers
- 1909 John Smith Flett
- 1911 Othenio Abel
- 1913 Thomas Henry Holland
- 1915 Henry Hubert Hayden
- 1917 Robert George Carruthers
- 1919 Douglas Mawson
- 1921 Lewis Leigh Fermor
- 1923 Edward Battersby Bailey
- 1925 Cyril Workman Knight
- 1927 Bernard Smith
- 1929 Percy George Hamnall Boswell
- 1931 Norman Levi Bowen
- 1933 Edward James Wayland
- 1935 Herbert Harold Read
- 1937 Cecil Edgar Tilley
- 1939 Arthur Elijah Trueman
- 1941 Cyril James Stubblefield
- 1943 George Martin Lees
- 1945 Lawrence Rickard Wager
- 1947 George Hoole Mitchell
- 1949 William Quarrier Kennedy
- 1951 Edwin Sherbon Hills
- 1953 Kingsley Charles Dunham
- 1955 Percy Edward Kent
- 1957 Harry Blackmore Whittington
- 1959 Basil Charles King
- 1961 Alwyn Williams
- 1963 Wallace Spencer Pitcher
- 1965 John Sutton
- 1965 Janet Vida Watson
- 1967 Frank Harold Trevor Rhodes
- 1969 Richard Gilbert West
- 1971 Frederick John Vine
- 1973 John G. Ramsay
- 1975 Drummond Hoyle Matthews
- 1977 Brian Frederick Windley
- 1979 Ernest Ronald Oxburgh
- 1981 Alan Gilbert Smith
- 1983 Keith O’Nions
- 1985 Robert Stephen John Sparks
- 1987 Nick Kuznir
- 1989 Trevor Elliott
- 1991 Robert Stephen White
- 1993 Julian Anthony Pearce
- 1995 Andrew Benjamin Smith
- 1997 James Anthony Jackson
- 1999 Ali Mehmet Celal Sengor
- 2001 Nicholas Jeremiah White
- 2003 Paul Nicholas Pearson
- 2005 Jonathan Blundy
- 2006 Jonathan Lloyd
- 2007 Philip Donoghue
- 2008 Christopher John Ballentine
- 2009 Christian Turney
- 2010 Sara Russell
- 2011 Alexander Logan Densmore
- 2012 Geoffrey Duller
- 2013 Christopher Jackson
- 2014 John Maclennan
- 2015 Daniel Parsons
- 2016 Liane Benning
- 2017 Caroline Lear
- 2018 Simon Poulton
- 2019 Emily Rayfield
- 2020 Bridget Wade
- 2021 Marie Edmonds
- 2022 Catherine Annen
- 2023 Stephen Barker
- 2024 Daniela Schmidt
- 2025 Katharine Hendry[1]